# Brunhårig bläcksvamp
Brunhårig bläcksvamp (Parasola auricoma) är en svampart som först beskrevs av Narcisse Theophile Patouillard, och fick sitt nu gällande namn av Redhead, Vilgalys & Hopple 2001. Brunhårig bläcksvamp ingår i släktet Parasola och familjen Psathyrellaceae.  Arten är reproducerande i Sverige. Inga underarter finns listade i Catalogue of Life.

## Källor

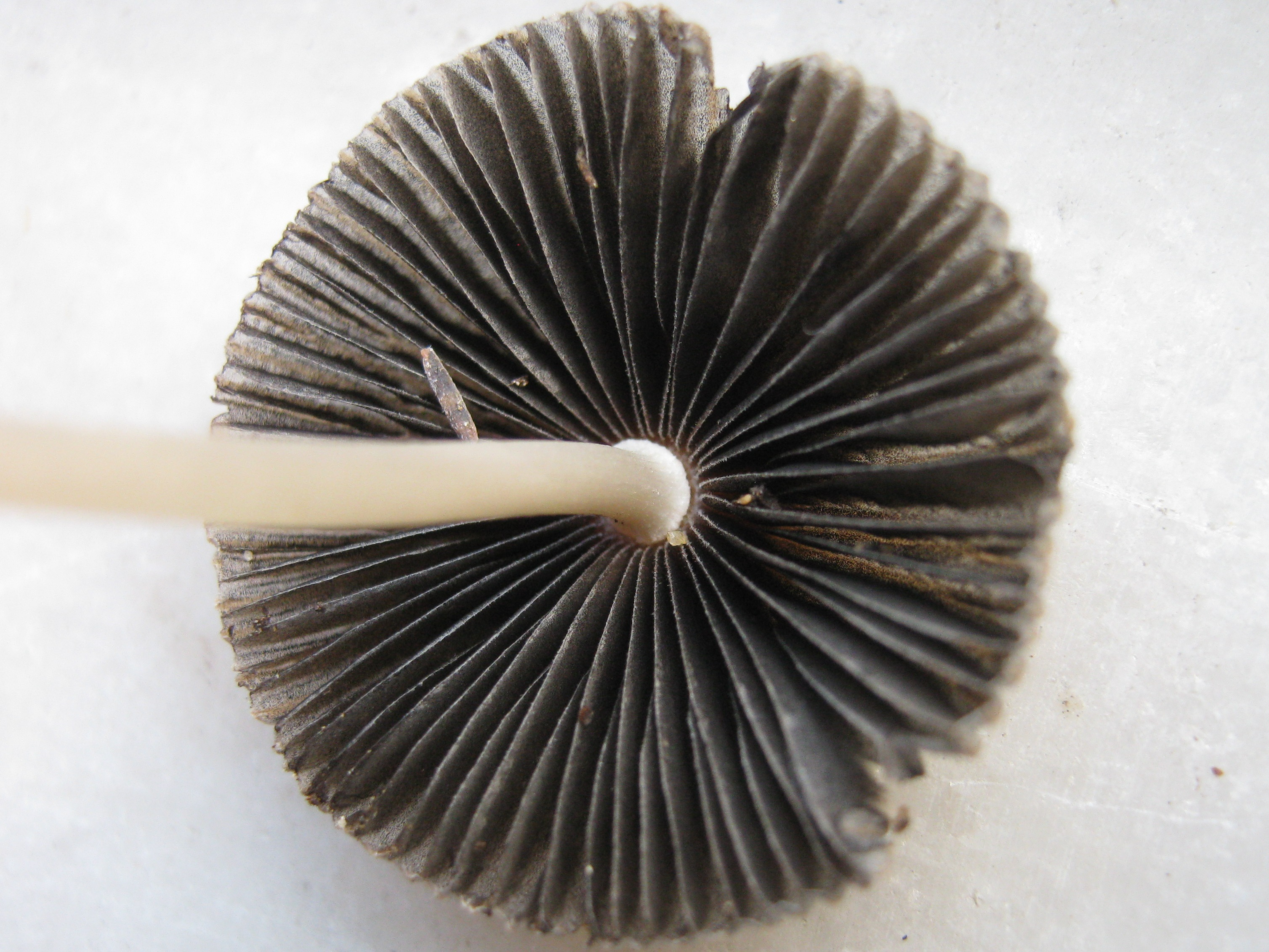
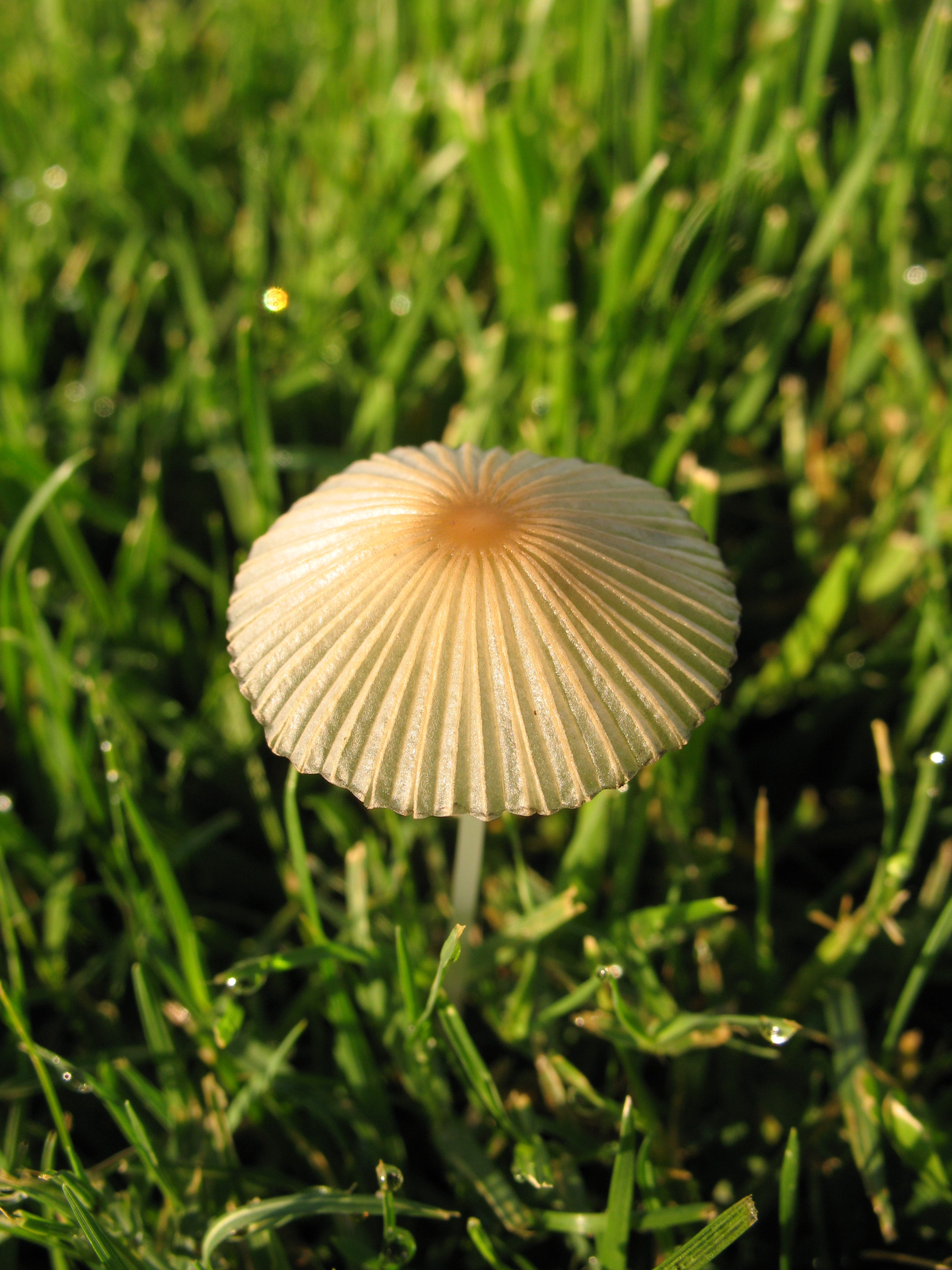